# 动感新时代
《动感新时代》（英語：Anime New Type）是2010年9月开始出版发行的动漫杂志。《动感新时代》通常简称《动心》，而“动新”这个简称则不常用。
《动感新时代》将自身定位为：全新型动画影像&音乐信息读物、百分百时尚动画音乐资讯欣赏、动画资讯第一刊。其中主要以光盘影碟为载体，进行资讯的传播。同时附带纸质光盘导读手册，帮助读者进一步了解相关的影视内容。另外，每期杂志还有赠品附送，通常以海报为主，但也会送一些徽章、钱包、拎袋、扇子等。

## 刊物历史
《动感新时代》的前身为《动感新势力》（英語：Anime New Power）。
《动感新势力》第一期作为中国大陆电子游戏杂志《电子游戏软件》2003年2月号的动漫部分赠刊，随刊发行。自2003年3月起开始成为次时代传媒联盟旗下的动漫月刊。
2010年9月10日，动心工作室因无法考证的原因开始独立运作。新刊更名为《动感新时代》，但沿用原期刊的刊号和设计，因此《动感新时代》的第一本杂志期数为92期，于2010年9月中旬发售。与此同时，在动心工作室独立后，《动感新势力》依旧存在，其编辑部由其他人员接手制作。另外，《动新DVD》为新编辑部《动感新势力》的豪华版。
2013年10月31日，《动感新时代》在「扫黄打非」行动中被认定为非法刊物。129期开始临时更名为《动感DVD》。
重新改名后的《动感DVD》拥有中华人民共和国的光盘号，书面部分的性质为随光盘附赠的导读手册，其中有少部分内容翻译或改编自日本官方网站或杂志（如声优或制作人访谈），至于有没有获得授权并无从知晓。
2015年1月8日，《动感新时代》官方发表声明，由于审核受挫，未获得2015年的出版许可，宣布正式停刊。

## 刊物发行种类
《动心》从101期起实行新的分类规则：
- 豪华版：定价18元，为CD + DVD * x。（DVD数量视情况而定。）
- 限量版：即针对少数读者的需要而发售的豪华赠品数量限定版，价格随限量赠品的不同而调整。定价高于18元，为CD + DVD ×N。

以上两种版本，书面内容基本一致(封面、目录或许有细微不同)；CD内容完全一致；两版的DVD光盘完全一致，限量版除了增加了限量赠品，以及封面不同以外，其他内容与豪华版完全一致。（简装版于2012年开始停止制作）
- SP增刊：2010年12月，《动感新时代》首本增刊《凉宫圣诞增刊》发售。

## 刊物出版发行
《动感新时代》和《动感新势力》因ISSN、附赠品无法邮寄等问题，而无法通过中国邮政进行刊物订阅。
《动感新势力》所持ISSN号为1007-2810，在ISSN中国国家中心的登记名称为《摩托车信息》。《动感新时代》所用ISBN为978-7-5379-4917-0，在中华人民共和国国家新闻出版广电总局的登记名称为动感DVD。
自从《动心》独立后，出版社及出版形式数次更换。现按杂志上标注的内容罗列于下：
- 92期 - 98期： 希望出版社。以图书的形式出版，拥有ISBN书号。
- 99期 - 100期： 重庆中电电子音像出版有限公司。作为光盘的导读手册出版，拥有ISBN书号。
- 101期 - 107期： 信息周刊杂志社。杂志右上角标“信息周刊”，拥有ISSN刊号和CN刊号[來源請求]。
- 107期 - 129期： 开明文教音像出版社。

## 刊物编辑
以下为固定编辑，除此以外还有很多非固定撰稿人。
- 主编: 小狼[14]
- 制作总监：AKIRA
- 文字编辑：雪拉、小狼
- 美术编辑：ECLOSION
- 视频编辑：AYA、赛尔修
- 翻译：ARCHER
- 装帧设计：凌华
- 录音：雪拉、小狼

## 刊物栏目
《动感新时代》杂志目前有以下几个主要固定栏目。每期固定页码32页。
封面故事
以杂志封面图片为主题而编写的短文，是动感新时代的特色栏目之一。
新动画速递
介绍最新的动漫资讯和动漫界发生的新闻。
新番组动画介绍
专门介绍优秀和高人气的新番动画的栏目。部分动画介绍与《动感新时代》光盘中新番动画介绍相呼应。
动画专题
详细介绍当下的几部人气动画，通常也有一篇声优介绍文。
动画特辑
围绕某个主题，横评多部动画。
读者票选动画排位
统计每个月读者最喜爱的声优，动画歌曲，动画角色和作品的排行榜。其中声优和角色是男女分开统计的。并且做出评析。
其中动画角色和作品，也收录了日本方面动漫爱好者的选票（来源日本《Newtype》杂志）。
此栏目也常被大陆用来统计大陆动漫爱好者爱好的重要参考。
动心茶座
每期虚拟邀请一位当下高人气的动漫中的角色来杂志社聊天。此栏目富含吐槽，动感新时代的特色栏目之一。
业界的声音；八卦情报站；三次元世界里的奇怪事件
这三个栏目都会介绍一些动漫界最新的事件或者趣事。
近期热门ACG术语
专门介绍最新的流行语，予以解说和举例。
动心一刻
读编交流节目，动心的高人气栏目。虽说为读编交流，但读者通常都会写一些非常特别的想法和感悟，而编辑也通常都不会正常回答读者的问题，而会吐槽。
雪拉一般都会在页首留下动心的最新动态和对读者的祝愿。
动心有奖征答专栏
每期由杂志提出一个问题，而由读者写信回答，通常下期会把正确答案公布，而回答正确的读者将会获得动漫礼品。而礼品內容也都是在答案公布后才公布的。所以也发生过因为答案没有读者答出，而开出礼品是XBOX360 PS3 WII家用游戏主机各一台的情况。
非固定主要栏目
年度十大推荐动画（也包括事件，崩坏动画等）
当一年结束时，制作的专题栏目，用来推荐过去一年中最优秀的10部动画。（也包括事件，崩坏动画等）
动心圣诞传说系列
第一部出现于2005年，之后从2008年第2部开始每年都连载一期。以圣诞为主题将动感新时代的编辑们描写进入动漫世界（当年动画）后的冒险故事为主体的大型圣诞专题。动感新时代的特色栏目之一。
动画完结纪念
专门针对刚刚完结的高人气动画的纪念专题。
专题策划
有时是针对某些达到多少周年的纪念或者是某一个主题例如动画中的中国人物或者其他某个专门的主题的大型文章。
周边推荐
专门针对动漫中出现的现实中存在的物品例如手机；耳机等的详细商品情况（价格，产地，性能等）的介绍专题。
最萌动画角色大赛
以日本每年动漫界的萌战为基础的投票，主要以选出每年最受读者欢迎的动漫角色。而最终选出的几位角色与日本当年的萌战排名结果最相近的读者，将可以免费获得第二年一整年的动感新时代杂志。

## 光盘内容
光盘内也会附赠「动心一刻」声乐版的MP3版。以及和当期固定CD歌曲相同的手机铃声。有时还会不定期赠送一些其他内容，但通常不会。
DVD有以下几个主要栏目：
动画介绍
专门介绍优秀和高人气的新番动画的栏目。部分动画介绍与动感新时代书面中新番动画介绍相呼应。
视屏专题
以某段专题视频为主，可能是采访或者介绍或动漫节等。
动心MTV
将当下流行的动漫歌曲配上由《动感新时代》光盘制作组专门剪辑的相关视频而成的半原创MTV。但有时也会直接使用官方MTV。《动感新时代》的特色栏目之一。
影像特典
专门收录不常见的流行动画的特典影像。
动心剧场
专门收录最新的高人气或者优秀动画的剧场版或者OVA等的专题栏目。有时也会将固定DVD中收录不下的高人气剧场版动画以专门一张DVD的形式在保留固定DVD和固定CD的情况下附送（价格不变）。
动心一刻声乐版
为书面栏目「动心一刻」的录音版。通常以送祝福之类为主，但负责人小狼经常会对读者的来信进行吐槽。此栏目較為幽默，是动感新势力的高人气栏目。